# Hawker Siddeley Nimrod
De Hawker Siddeley Nimrod is van oorsprong een gewijzigde, sterk verbeterde militaire uitvoering van 's werelds eerste straalaangedreven passagiersvliegtuig de Havilland Comet.

## Algemeen
Het toestel is ontworpen door de Britse firma Hawker Siddeley, de opvolger van de firma de Havilland. Hawker Siddeley maakt nu deel uit van BAE Systems.
De Nimrod was van origine een maritiem patrouillevliegtuig voor de lange afstand en ingedeeld bij de Royal Air Force. Het toestel was voorzien van een grote laadruimte waarin sonoboeien, torpedo’s en mijnen vervoerd konden worden ter opsporing en bestrijding van onderzeeboten.
Het toestel werd in het begin van de jaren 70 van de 20e eeuw operationeel bij de RAF als de eerste straalaangedreven maritieme langeafstandsverkenner. Alle voor deze taak ingezette vliegtuigen waren tot dusver aangedreven door zuiger- of turbopropmotoren in verband met de lange patrouilleduur en de brandstofbesparing.
Met gebruikmaking van zijn turbofans nadert de Nimrod zijn patrouillegebied op grote hoogte; hierop zijn de turbofans economischer dan gewone zuigermotoren. Eenmaal op patrouille zakt het toestel naar lage hoogte en worden gewoon 2 motoren afgezet. Op deze manier wordt een grote hoeveelheid brandstof bespaard waardoor een lange patrouilletijd verzekerd is. Bij terugkeer naar de basis worden de 2 motoren weer gestart en klimt het toestel op 4 motoren weer naar grote hoogte.
De Nimrod is operationeel op de volgende locaties.
- RAF Kinloss, bij 42 Sqn (MR2), 120 Sqn (MR2) en 201 Sqn (MR2)
- RAF Waddington, bij 51 Sqn (MR1)

De Nimrod MR2 kan de volgende taken uitvoeren.
- Onderzeebootbestrijder (Anti Submarine Warfare)
- Bestrijder van zeedoelen (Anti Surface Unit Warfare)
- Reddingsverkenner (Search And Rescue)

## Bemanning
Deze bestaat uit twee vliegers, een boordwerktuigkundige, twee navigators (tactisch en algemeen), een air electronics officer (AEO) en zes weapon system operators (WSO) voor inzet van de actieve en passieve wapensystemen. Bij uitvoering van SAR-taken worden zij ingezet als stuur- en bakboorduitkijk.

## Geschiedenis
Het ontwerp van de Nimrod stamt uit 1964 ter vervanging van de stokoude nog uit WOII daterende door zuigermotoren aangedreven Avro Shackleton.
In de loop van de tijd werden de volgende versies uitgebracht.
- MR1. De eerste 2 RAF-toestellen waren eigenlijk onafgemaakte Comet 4-passagierstoestellen waarvan de turbojets door zuinige Rolls Royce-turbofans waren vervangen. Er werden veranderingen aan de romp aangebracht en het toestel werd voorzien van een intern wapenruim, een aangepaste neus voor de radar en een andere staart met ingebouwde ECM-sensoren voor elektronische oorlogvoering en een magnetische detector, de MAD boom. De RAF bestelde in 1967 46 stuks waarvan de eerste in 1969 operationeel werd. Uiteindelijk vlogen 4 squadrons de Nimrod MR1. MR1

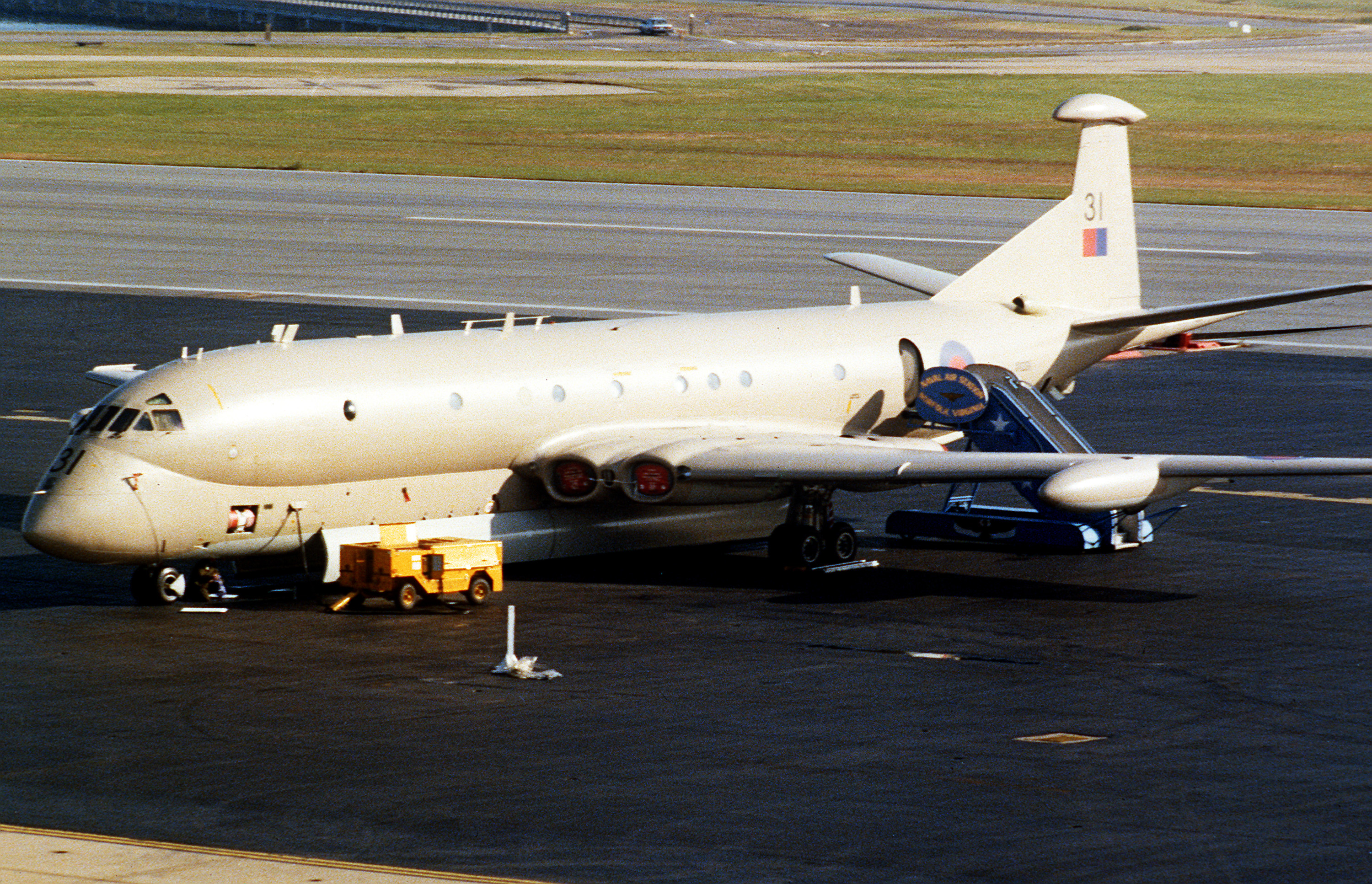
MR1

- R1. Er werden 3 Nimrods ingezet voor het vergaren van elektronische gegevens en inlichtingen (SIGINT- en ELINT-taken) maar dit is pas later toegegeven; officieel werden de toestellen aangemerkt als radar-kalibratie-vliegtuigen. De R1’s zijn herkenbaar door het ontbreken van de MAD boom. In 1995 ging een Nimrod R1 tijdens een vliegongeval verloren, hierop werd een MR2-type op R1-standaard gebracht ter vervanging. De Nimrod R1’s zijn gelegerd op RAF Waddington en zijn operationeel bij het 51 Sqn.
- MR2. Vanaf 1975 werden 32 toestellen op de MR2-standaard gebracht. Dit hield in het moderniseren van elektronische componenten, het aanbrengen van de mogelijkheid tot in-flight refuelling (bijtanken in de lucht), het aanbrengen van extra ECM-pods voor elektronische oorlogvoering aan de vleugeltippen en het aanbrengen van hardpoints ten behoeve van AIM9- of AGM84-raketten. MR2

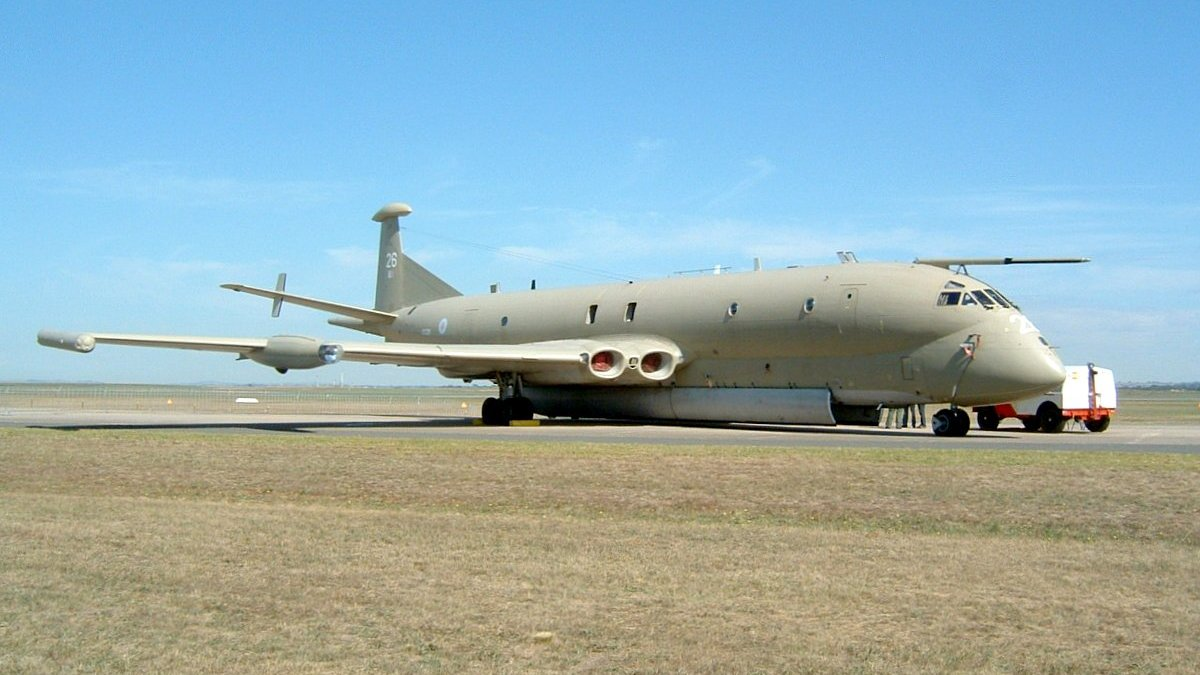
MR2

- AEW3. Medio jaren 70 van de 20e eeuw moest de Nimrod ook voor Airborne Early Warning (AEW) worden ingezet ter vervanging van de stokoude Avro Shackleton. Dit toestel stamde nog uit de Tweede Wereldoorlog en was tot dat tijdstip nog steeds operationeel. Er werden 11 toestellen door de firma BAE aangepast aan de GEC Marconi-radars in enorme bulten op de neus en in de staart. Het AEW3-project kwam eigenlijk nooit goed van de grond en werd vanaf het begin geplaagd door elektronica-problematiek en budgetoverschrijdingen. Uiteindelijk werd het gehele project in 1986 geschrapt ten gunste van het Amerikaanse Boeing E-3 AWACS-project. De 11 omgebouwde toestellen zijn nooit teruggebracht in de oude configuratie of operationeel ingezet. Zij dienen nog steeds als reserveonderdeel voor de Nimrod-luchtvloot.
- MRA4. In 1992 zocht de RAF naar een vervanger voor de verouderende Nimrod MR2. Hiervoor waren drie kandidaten; de Nimrod 2000, de upgraded Lockheed P-3 Orion S en de Dassault Breguet Atlantic 3. In 1996 koos men voor de Nimrod 2000 die vanaf dat moment MRA4 ging heten. De Nimrod MRA4 is afgeleid van de Airbus A340 en wordt uitgerust met Rolls Royce BR710-turbofans, een volledig herziene romp en een grotere vleugel. Het eerste van totaal 21 bestelde toestellen moest in 2009 operationeel worden. Maar in oktober 2010 werd het programma geschrapt door de Britse regering van David Cameron. Vier reeds afgewerkte of in aanbouw zijnde exemplaren werden verschroot.[1]

## Inzet
De Nimrods zijn in de Koude Oorlog over de gehele wereld ingezet geweest. Ook namen zij deel aan actievluchten boven de Falklandeilanden en Afghanistan.
Er zijn ook verliezen geleden waarbij de gehele bemanning of enkele bemanningsleden het leven verloren. Op 17 november 1980 ging de XV256 bij Kinloss (Schotland) verloren door vogelaanvaringen, op 3 juni 1984 ging de XV257 bij Land's End (Engeland) verloren na een explosie in de lucht, op 16 mei 1995 ging de XV666 bij Lossiemouth (Schotland) verloren door een elektrische brand, op 2 september 1995 ging de XV239 bij Toronto (Canada) verloren tijdens een luchtshow en op 2 september 2006 stortte de XV230 neer bij Kandahar in Afghanistan.